# Die Barbaren – Willkommen in der Bretagne
Die Barbaren – Willkommen in der Bretagne (Originaltitel Les barbares, internationaler englischsprachiger Titel Meet the Barbarians) ist eine Culture-Clash-(Tragi-)Komödie von Julie Delpy. Diese spielt in einem bretonischen Dorf, in dem das Leben der Bevölkerung nach der Ankunft syrischer Flüchtlinge auf den Kopf gestellt wird. Der Film feierte Ende August 2024 beim Festival du film francophone d’Angoulême seine Premiere und kam Mitte September 2024 in die französischen Kinos. Der Kinostart in Deutschland erfolgte im Juni 2025.

## Handlung
Die kleine bretonische Gemeinde Paimpont hat beschlossen, eine ukrainische Flüchtlingsfamilie aufzunehmen. Als die Familie Fayad ankommt, widerlegt sie alle Klischees, die die Franzosen erwartet hatten. Sie sind freundlich und gebildet, allerdings stammen sie nicht aus der Ukraine, sondern aus Syrien. Ihr Zuhause in Damaskus wurde zerstört.
Marwan hat dort als Architekt gearbeitet und würde dies auch gerne in Frankreich wieder tun. Seine Frau Louna ist Grafikdesignerin. Im Schlepptau haben sie Marwans Vater Hassan, ihre schulpflichtigen Kinder Dina und Waël und die Tante Alma, die Ärztin ist. Sie haben alle in ihrer Zeit in einem Flüchtlingslager Französisch gelernt. Die Familie ist durch die Flucht erschöpft, doch sie tun alle ihr Bestes, um in Paimpont Wurzeln zu schlagen und Teil der Gemeinschaft zu werden. Weil ihre Berufsausbildungen in Frankreich nicht anerkannt werden, müssen sie Gelegenheitsjobs annehmen.

## Produktion

### Filmstab und Besetzung
Regie führte Julie Delpy, die gemeinsam mit Matthieu Rumani und Nicolas Slomka auch das Drehbuch schrieb. Delpy ist vor allem als Schauspielerin bekannt, so aus 90er-Jahre-Filmen wie Hitlerjunge Salomon von Agnieszka Holland und American Werewolf in Paris von Anthony Waller, aber auch aus neueren Produktionen wie Avengers: Age of Ultron von Joss Whedon und The Lesson von Alice Troughton.
Delpy ist in dem Film zudem in der Rolle der Lehrerin Joëlle Lesourd zu sehen. Sandrine Kiberlain und Mathieu Demy spielen Anne und Philippe Poudoulec, die in Paimpont einen kleinen Supermarkt betreiben, in dem auch die Syrer einkaufen gehen können. Émilie Gavois-Kahn ist in der Rolle der Dorfmetzgerin Marylin Legall zu sehen, mit der Philippe eine Affäre hat. Laurent Lafitte spielt Hervé Riou, einen aus dem Elsass stammenden Klempner, und India Hair dessen Ehefrau Géraldine. Marc Fraize spielt den Dorfpolizisten Johnny Jannou und Jean-Charles Clichet Paimponts Bürgermeister Sébastien Lejeune. Ziad Bakri und Dalia Naous spielen Marwan und seine Frau Louna Fayad, Farès Helou ihren Vater Hassan und Rita Hayek die Tante Alma. Auch Albert Delpy, der Vater der Regisseurin, spielt im Film in einer kleineren Rolle Yves Auteuil.

### Dreharbeiten und Filmmusik
Die Dreharbeiten fanden von Mitte Juni bis Ende Juli 2023 in der Bretagne in Paimpont und Umgebung statt. Dort lebt die Familie der Regisseurin. Sie drehte in der Gegend bereits ihren Film Familientreffen mit Hindernissen. Als Kameramann fungierte George Lechaptois.
Die Filmmusik komponierte Philippe Jakko. Er war in den letzten Jahren für eine Reihe von Fernsehfilmen wie Meine überirdische Mutter von Nathanaël Guedj und mehrere Fernsehserien tätig.

### Marketing und Veröffentlichung
Der erste Trailer wurde im Juli 2024 vorgestellt. Die Premiere fand am 27. August 2024 beim Festival du film francophone d’Angoulême statt. Die internationale Premiere war am 6. September 2024 beim Toronto International Film Festival. Am 18. September 2024 kam der Film in die französischen Kinos. Ende Oktober 2024 wurde er bei den Internationalen Hofer Filmtagen gezeigt und Ende November 2024 beim Torino Film Festival. Ende Januar, Anfang Februar 2025 wurde der Film beim Göteborg Film Festival vorgestellt und im April 2025 beim Miami Film Festival. Der Kinostart in Deutschland war am 26. Juni 2025. Ende Juni 2025 wird er auch beim Nantucket Film Festival gezeigt.

## Rezeption

### Kritiken
Von den bei Rotten Tomatoes aufgeführten Kritiken sind 90 Prozent positiv.
Siddhant Adlakha beschreibt Meet the Barbarians in seiner Kritik für Variety als eine unglaublich witzige Culture-Clash- und Integrationskomödie. Die vielleicht größte Stärke von Julie Delpys Film seien die sich darin auftuenden Vorurteile und Missverständnisse. Ernstere zeitgenössische Filme, wie Ken Loachs The Old Oak oder Agnieszka Hollands Green Border, hätten die erschütternden Erfahrungen der Flüchtlinge angesprochen, doch als eine Komödie könne sich ihr Film einen differenzierten Ansatz erlauben.
Simon Eberhard schreibt in seiner Kritik für outnow.ch, Les barbares sei nett und unterhaltsam, doch fehlten dem Film der Wortwitz und die intelligenten Dialoge, die beispielsweise Delpys Film 2 Days in Paris so sehenswert gemacht hätten. Die besten Momente habe der Film in der ersten halben Stunde, die mit Humor die leicht verstockte, aber meist liebenswerte Kleinstadtbevölkerung vorstellt, doch wenn in der zweiten Filmhälfte glatzköpfige Rassisten auftauchen, passe das nicht mehr zur Leichtigkeit dieser Tragikomödie.

### Auszeichnungen
Cairo International Film Festival 2024
- Nominierung im Internationalen Wettbewerb[16]

Miami Film Festival 2025
- Nominierung für den Marimbas Award[12]

Sonoma International Film Festival 2025
- Auszeichnung als Bester Spielfilm mit dem Stolman Audience Award[17]